# Tim Kennedy
Timothy Fred Kennedy (San Luis Obispo, 1º settembre 1979) è un ex lottatore di arti marziali miste statunitense.
Ha combattuto nella categoria dei pesi medi per la promozione UFC.
È stato un contendente al titolo dei pesi medi Strikeforce per ben due volte nel 2010 e nel 2012, venendo sconfitto rispettivamente dai campioni Ronaldo Souza e Luke Rockhold.
Kennedy è anche un militare e serve a tempo pieno nell'esercito statunitense.

## Carriera nelle arti marziali miste

### Inizi
Kennedy inizia la sua carriera come professionista delle arti marziali miste nel 2001 con la promozione International Fight League, nella quale sfida subito il futuro campione WEC Scott Smith, perdendo al primo round per una ferita che gli impedì di proseguire l'incontro.
Lo stesso anno combatte un ulteriore incontro in IFC vincendolo, e nel 2002 prende parte anche ad un evento della prestigiosa World Extreme Cagefighting, vincendo per KO al primo round.
Kennedy prosegue la sua striscia positiva vincendo un torneo a tre incontri tenuto dalla Extreme Challenge, dove in semifinale sconfigge ai punti Jason "Mayhem" Miller.
Tra il 2004 ed il 2006 Kennedy lascia temporaneamente le MMA professionistiche per entrare ufficialmente nel corpo dei berretti verdi, con il quale supportò la guerra in Iraq e la guerra in Afghanistan.
In quegli anni prese parte ad un torneo tra berretti verdi di combattimento corpo a corpo per i pesi mediomassimi, vincendolo per tre anni consecutivi.
Tornò a combattere nelle MMA nel settembre 2006 vincendo per KO contro Hector Urbina.
Successivamente lotto un incontro nella categoria dei pesi mediomassimi contro Dante Rivera, imponendosi nella seconda ripresa.
Sconfisse per sottomissione anche il veterano dell'IFL Ryan McGivern.
Nel dicembre 2007 Kennedy subisce la sua seconda sconfitta in carriera, in quanto perde il rematch contro Jason Miller ai punti.

### Strikeforce

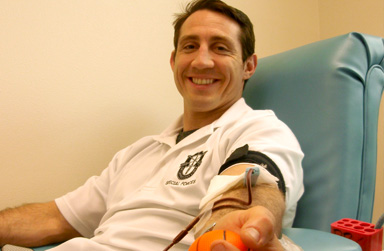
Tim Kennedy in qualità di donatore del sangue

Con un record personale di 9-2 Kennedy fa il suo ingresso nella prestigiosa organizzazione Strikeforce nel 2009.
Esordisce contro l'ex campione della bodogFight Nick Thompson, vincendo per sottomissione nel secondo round.
Lo stesso anno si impone anche su Zak Cummings, sempre per sottomissione.
Nel 2010 sfida il sudafricano Trevor Prangley, temibile ex campione Shark Fights, MFC e bodogFight: Kennedy riesce a sorpresa a sottomettere con uno strangolamento l'avversario nel primo round, vincendo l'incontro ed ottenendo la possibilità di lottare per la vacante cintura dei pesi medi contro Ronaldo Souza, fuoriclasse del jiu jitsu brasiliano.
Kennedy perde la sfida per il titolo contro Souza ai punti dopo cinque round di lotta.
Nel 2011 avrebbe dovuto completare la trilogia contro Jason Miller, ma quest'ultimo s'infortunò e venne sostituito dal forte kickboxer ed ex campione Cage Rage Melvin Manhoef: Kennedy vinse per sottomissione nel primo round.
Lo stesso anno vinse il suo 14-esimo incontro in carriera ai punti contro l'ex campione EliteXC, ex contendente Strikeforce e futuro campione dei pesi welter UFC Robbie Lawler, ottenendo per la seconda volta la possibilità di sfidare il campione in carica, in questo caso Luke Rockhold.
Nella sfida per il titolo Kennedy paga un allungo più breve contro un ottimo kickboxer quale è Luke Rockhold, e nonostante alcuni buoni takedown il berretto verde subisce più colpi del rivale e perde meritatamente per quattro round a uno.
Chiude la sua esperienza in Strikeforce nel 2013 con la vittoria per sottomissione su Trevor Smith: quell'evento fu l'ultimo della promozione prima di venire integrata nella più prestigiosa UFC.

### Ultimate Fighting Championship
Nel 2013 l'UFC completò l'accorpamento della Strikeforce al suo interno di fatto dismettendo quest'ultima, e di conseguenza Kennedy venne aggiunto al già folto roster dei pesi medi.
Esordì il 6 luglio 2013 contro un altro ex Strikeforce e fuoriclasse di grappling Roger Gracie ottenendo un'importantissima vittoria ai punti.
Il berretto verde venne poi scelto come protagonista dell'evento UFC Fight Night: Fight for the Troops tenutosi a Fort Campbell, nel quale doveva affrontare l'ex campione dei pesi mediomassimi Lyoto Machida, ma quest'ultimo venne spostato ad un altro match e venne sostituito dal connazionale Rafael Natal: Kennedy s'impose per KO durante il primo round, ottenendo il riconoscimento Knockout of the Night e venendo inserito nei ranking ufficiali dell'UFC come il contendente numero 10 dei pesi medi.
Nel 2014 realizza un clamoroso upset sconfiggendo con merito il numero 6 dei ranking Michael Bisping in un evento ospitato in Canada.
Nel settembre dello stesso anno venne steso alla terza ripresa dall'ex lottatore olimpico Yoel Romero dopo che quest'ultimo apparve in grande difficoltà sul finire del secondo round e inspiegabilmente prolungò la pausa tra le due riprese: Kennedy subì così la sua prima sconfitta in UFC.
Il suo ritorno doveva avvenire il 12 novembre 2016 all'evento UFC 205, per affrontare l'ex campione dei pesi mediomassimi UFC Rashad Evans. Tuttavia, l'8 novembre, Evans venne rimosso dalla card dopo aver riscontrati dei problemi con i risultatiti di alcuni esami medici. Tim venne rimosso dalla card a sua volta. L'incontro venne riorganizzato velocemente un mese dopo all'evento UFC 206. Ancora una volta, Evans non ottenne il lascia passare dai medici per poter competere, quindi venne rimosso dalla card il 21 novembre. Al suo posto venne inserito Kelvin Gastelum. Al primo round Gastelum si trovò in difficoltà, trovandosi per tutta la durata del round contro la gabbia impossibilitato a muoversi per la costante pressione di Kennedy. Successivamente, nelle ultime due riprese, Kennedy cominciò ad avere problemi di resistenza e trovandosi davanti un avversario superiore nella boxe, venne sconfitto per KO tecnico.
Il 17 gennaio del 2017, Kennedy annunciò tramite i social media il suo ritiro dalle arti marziali miste.

## Risultati nelle arti marziali miste
| Risultato | Record | Avversario      | Metodo                              | Evento                                         | Data              | Round | Tempo | Città                        | Note                                    |
| --------- | ------ | --------------- | ----------------------------------- | ---------------------------------------------- | ----------------- | ----- | ----- | ---------------------------- | --------------------------------------- |
| Sconfitta | 18-6   | Kelvin Gastelum | KO Tecnico (pugni)                  | UFC 206: Holloway vs. Pettis                   | 10 dicembre 2016  | 3     | 2:45  | Toronto, Canada              |                                         |
| Sconfitta | 18-5   | Yoel Romero     | KO Tecnico (pugni)                  | UFC 178: Johnson vs Cariaso                    | 27 settembre 2014 | 3     | 0:58  | Las Vegas, Stati Uniti       |                                         |
| Vittoria  | 18-4   | Michael Bisping | Decisione (unanime)                 | UFC Fight Night: Bisping vs. Kennedy           | 16 aprile 2014    | 5     | 5:00  | Québec, Canada               |                                         |
| Vittoria  | 17-4   | Rafael Natal    | KO (pugni)                          | UFC: Fight for the Troops 3                    | 6 novembre 2013   | 1     | 4:40  | Fort Campbell, Stati Uniti   |                                         |
| Vittoria  | 16-4   | Roger Gracie    | Decisione (unanime)                 | UFC 162: Silva vs. Weidman                     | 6 luglio 2013     | 3     | 5:00  | Las Vegas, Stati Uniti       | Debutto in UFC                          |
| Vittoria  | 15-4   | Trevor Smith    | Sottomissione (ghigliottina)        | Strikeforce: Marquardt vs. Saffiedine          | 12 gennaio 2013   | 3     | 1:36  | Oklahoma City, Stati Uniti   |                                         |
| Sconfitta | 14-4   | Luke Rockhold   | Decisione (unanime)                 | Strikeforce: Rockhold vs. Kennedy              | 14 luglio 2012    | 5     | 5:00  | Portland, Stati Uniti        | Per il titolo dei Pesi Medi Strikeforce |
| Vittoria  | 14–3   | Robbie Lawler   | Decisione (unanime)                 | Strikeforce: Fedor vs. Henderson               | 30 luglio 2011    | 3     | 5:00  | Hoffman Estates, Stati Uniti |                                         |
| Vittoria  | 13–3   | Melvin Manhoef  | Sottomissione (rear naked choke)    | Strikeforce: Feijao vs. Henderson              | 5 marzo 2011      | 1     | 3:41  | Columbus, Stati Uniti        |                                         |
| Sconfitta | 12–3   | Ronaldo Souza   | Decisione (unanime)                 | Strikeforce: Houston                           | 21 agosto 2010    | 5     | 5:00  | Houston, Stati Uniti         | Per il titolo dei Pesi Medi Strikeforce |
| Vittoria  | 12–2   | Trevor Prangley | Sottomissione (rear naked choke)    | Strikeforce: Los Angeles                       | 16 giugno 2010    | 1     | 3:35  | Los Angeles, Stati Uniti     |                                         |
| Vittoria  | 11–2   | Zak Cummings    | Sottomissione (north-south choke)   | Strikeforce Challengers: Kennedy vs. Cummings  | 25 settembre 2009 | 2     | 2:43  | Bixby, Stati Uniti           |                                         |
| Vittoria  | 10–2   | Nick Thompson   | KO Tecnico (Sottomissione ai pugni) | Strikeforce Challengers: Villasenor vs. Cyborg | 19 giugno 2009    | 2     | 2:37  | Kent, Stati Uniti            | Debutto in Strikeforce                  |
| Vittoria  | 9–2    | Elias Rivera    | KO (pugni)                          | IFL World Grand Prix Finals                    | 29 dicembre 2007  | 1     | 2:00  | Uncasville, Stati Uniti      |                                         |
| Sconfitta | 8–2    | Jason Miller    | Decisione (unanime)                 | HDNet Fights: Reckless Abandon                 | 15 dicembre 2007  | 3     | 5:00  | Dallas, Stati Uniti          |                                         |
| Vittoria  | 8–1    | Ryan McGivern   | Sottomissione (ghigliottina)        | IFL Chicago                                    | 19 giugno 2007    | 2     | 1:25  | Chicago, Stati Uniti         |                                         |
| Vittoria  | 7–1    | Dante Rivera    | KO Tecnico (Sottomissione ai pugni) | IFL Atlanta                                    | 23 febbraio 2007  | 2     | 2:29  | Atlanta, Stati Uniti         |                                         |
| Vittoria  | 6–1    | Hector Urbina   | KO (pugni)                          | Fight Fest 7                                   | 23 settembre 2006 | 1     | 1:28  | Cleveland, Stati Uniti       |                                         |
| Vittoria  | 5–1    | Cruz Chacon     | KO Tecnico (pugni)                  | Extreme Challenge 50                           | 23 febbraio 2003  | 2     | 1:21  | Salt Lake City, Stati Uniti  | Vince il torneo EC 50                   |
| Vittoria  | 4–1    | Jason Miller    | Decisione (unanime)                 | Extreme Challenge 50                           | 23 febbraio 2003  | 3     | 5:00  | Salt Lake City, Stati Uniti  | Torneo EC 50, Semifinale                |
| Vittoria  | 3–1    | Ryan Narte      | KO Tecnico (pugni)                  | Extreme Challenge 50                           | 23 febbraio 2003  | 1     | 1:22  | Salt Lake City, Stati Uniti  | Torneo EC 50, Quarti di finale          |
| Vittoria  | 2–1    | Mack Brewer     | KO Tecnico (pugni)                  | WEC 5: Halloween Havoc                         | 18 ottobre 2002   | 1     | 1:03  | Lemoore, Stati Uniti         | Debutto in WEC                          |
| Vittoria  | 1–1    | Jody Burke      | Sottomissione (strangolamento)      | IFC Warriors Challenge 16                      | 9 novembre 2001   | 1     | 0:44  | Oroville, Stati Uniti        |                                         |
| Sconfitta | 0–1    | Scott Smith     | KO Tecnico (ferita)                 | IFC Warriors Challenge 15                      | 31 agosto 2001    | 1     | 2:53  | Oroville, Stati Uniti        |                                         |